# Sexum superando - Isabella Morra
Sexum superando - Isabella Morra è un film del 2005 diretto e prodotto da Marta Bifano e responsabile della produzione Paul John Flint. Nel settembre 2005 il film è stato proiettato in anteprima alla 62ª Mostra internazionale d'arte cinematografica di Venezia.

## Trama
Si ripercorre la vera storia della giovane Isabella Morra, poetessa lucana del XVI secolo nata a Favale, odierna Valsinni. Giovane donna che nella prima metà del XVI secolo illuminò il panorama letterario italiano. Figura tra le poetesse petrarchiste del Rinascimento. All'età di 26 anni fu uccisa dai suoi stessi fratelli per via di una presunta relazione clandestina con il barone di Bollita, odierna Nova Siri, lo spagnolo Diego Sandoval de Castro, anche lui appassionato di poesia.

## Produzione
Alcune scene del film sono state girare nel castello di Melfi e nel castello di Lagopesole, entrambi dimora di Federico II di Svevia. L'incontro tra Isabella e Diego è stato invece girato nel Parco di Veio, una riserva naturale non lontano da Roma.